# 틸다 코범허비
틸다 코범허비(Tilda Cobham-Hervey, 1994년 ~ )는 오스트레일리아의 배우이다.

## 영화
- 버닝 (2019년)
- 아이 엠 우먼 (2019년)
- 호텔 뭄바이 (2018년) - 샐리 역
- 어 필드 가이드 투 빙 어 12-이어-올드 걸 (2017년)
- 잠자는 소녀 (2015년) - 훌드라 역
- 원 아이드 걸 (2014년)
- 52번의 화요일 (2013년)